# Suore adoratrici del Preziosissimo Sangue
Le Suore Adoratrici del Preziosissimo Sangue (in inglese Sisters Adorers of the Precious Blood; sigla R.P.B.) sono un istituto religioso femminile di diritto pontificio.

## Storia
Le origini della congregazione si ricollegano a quelle delle Adoratrici del Preziosissimo Sangue fondate nel 1861 a Saint-Hyacinthe da Aurélie Caouette.
L'8 maggio 1947 i monasteri di lingua inglese dell'istituto si unirono in una federazione e il 3 giugno 1949 la federazione si trasformò in congregazione religiosa.

## Attività e diffusione
Le suore della congregazione vivono in clausura e si dedicano essenzialmente alla preghiera contemplativa.
Le case dell'istituto sono tutte in Canada; la sede generalizia è a London, nell'Ontario.
Alla fine del 2015 l'istituto contava 50 religiose in 4 case.